# Bedevaartenroute
De Bedevaartenroute is een fietsroute door Nederland, België en Luxemburg, langs bedevaartsplaatsen in deze drie landen. 
De route van 727 km begint in Egmond, waar Sint Willibrord in 690 aan wal kwam om de inwoners te kerstenen. Daarna gaat de route richting het zuidoosten naar Limburg, om vervolgens richting het zuiden te eindigen in Echternach (Luxemburg), waar Willibrord begraven ligt. In totaal worden 79 bedevaartsplaatsen aangedaan. Op sommige van deze plaatsen staat slechts een kapelletje, maar op andere plaatsen staan weer bekende monumentale kerken. De route volgt geen rechte lijn naar elk bedevaartsoord, er is rekening gehouden met interessante landschappen die men niet mag missen.
De route is niet bewegwijzerd, maar te vinden in een gelijknamig boekje.  Naast de 727 kilometer zijn er ook nog een aantal aanvullende routes beschreven die aansluiten op de hoofdroute. Inclusief die aanvullende routes komt de totale afstand boven de 1000 kilometer. 